# Daisy Voog

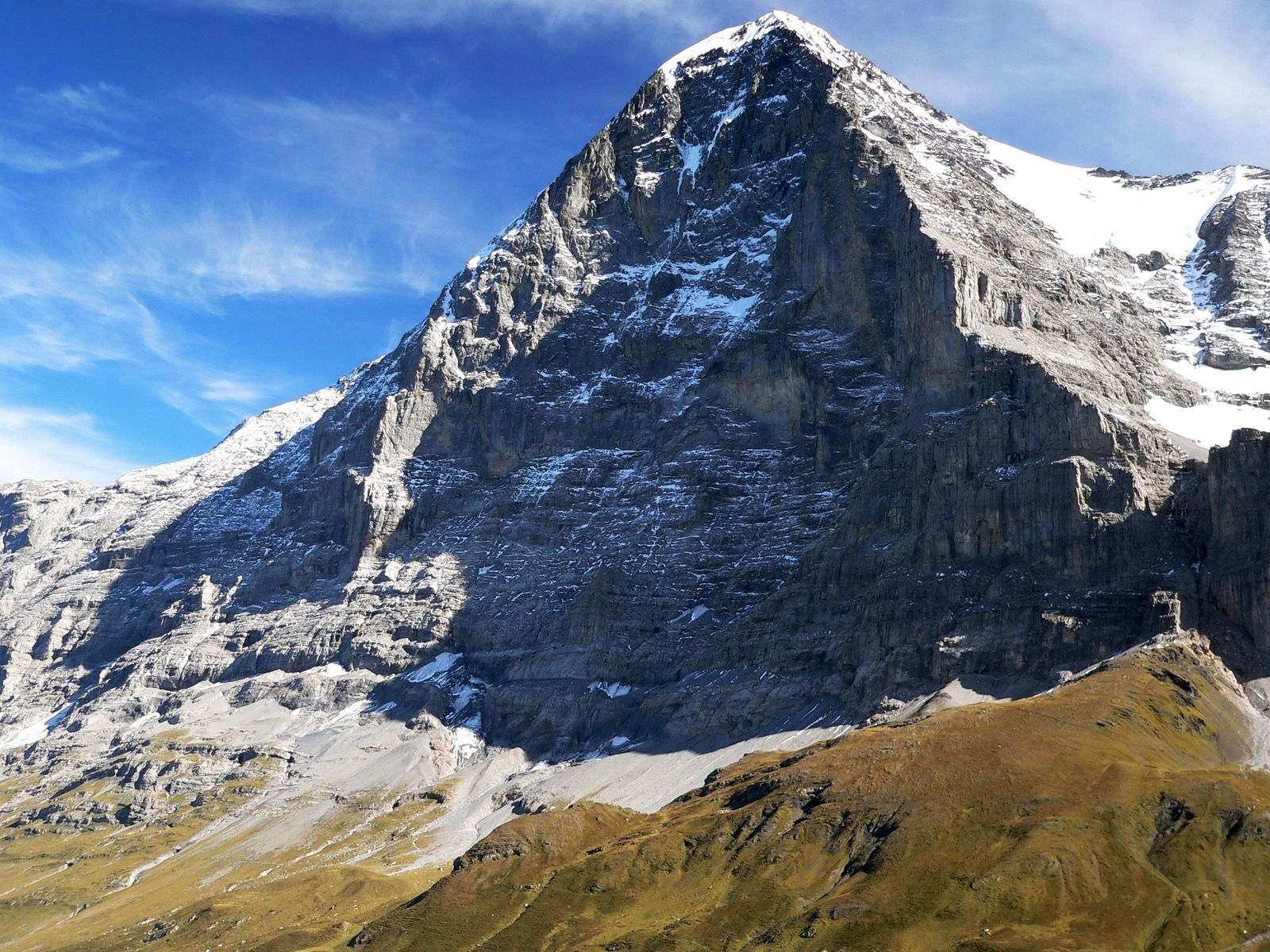
Eiger-Nordwand

Daisy Voog-Leidig (* 28. Januar 1932 in Tallinn, Estland) ist eine deutsche Bergsteigerin. Am 4. September 1964 gelang ihr als erster Frau die Durchsteigung der Eiger-Nordwand über die Heckmair-Route, womit sie international Aufsehen erregte. Ihr Seilpartner war Werner Bittner. Obwohl häufig die Eiger-Begehung als ihre einzige wichtige alpine Tat gewertet wird, kann sie weitere große bergsteigerische Unternehmungen vorweisen. So gelang ihr z. B. die 1. Wiederholung des Confortorisses an den Marmolata d’Ombretta, eine Begehung der Monte Civetta Nordwestwand und die 1. Frauenbegehung der Lauperroute am Eiger. Aus einer einfachen Flüchtlingsfamilie stammend, war sie auch beruflich erfolgreich. Sie war acht Jahre lang Chef-Sekretärin bei dem Besitzer der Junkers Werke.

## Leben
Voog wurde 1932 in Tallinn, Estland, geboren. Sie war Tochter eines Offiziers der estnischen Armee. 1944 floh sie mit der Mutter nach Bayern und ließ sich 1952 in München nieder. In ihrer Jugend war sie eine erfolgreiche Sportlerin. Sie war Bayerische Meisterin im 800-Meter-Lauf und Ski-Langläuferin auf sehr hohem Wettkampfniveau. Bei den Bayerischen Waldlaufmeisterschaften in Schwaig bei Nürnberg holte sich 1961 Daisy Voog vom Münchner Hypo-Club bei den Frauen den ersten Platz. Mit 2:30,4 war sie über 800 m Dritte der deutschen Hallenmeisterschaft 1960. und mit ihrer 400 m Zeit von 58,8 s war sie 2020 noch in der „ewigen Bestenliste“ von Oberbayern. Insgesamt errang sie über 50 Trophäen bei Sportwettbewerben. Ihr Ziel war sich dem olympischen Langlauf-Team anzuschließen. Sie wollte Sportlehrerin werden, das Geld reichte aber für die Ausbildung nicht aus. Ohne kaufmännische Ausbildung aber mit Stenographie- und Schreibmaschinenkenntnissen, die sie in Abendkursen und Volkshochschulkursen erworben hatte, war sie 1956 bis August 1964 Chef-Sekretärin bei Erhard Junkers, den Besitzer der Junkers Maschinen- und Metallbau GmbH in München-Allach, einem Flugzeughersteller. Nachdem sie erst einem italienischen Alpinistenverein angehörte, wollte Voog einer Münchner Sektion des DAV beitreten. Da diese aber keine Frauen zuließ, trat sie der Sektion Turneralpenkränzchen bei. Daisy Voog heiratete am 3. Juni 1965 Helmut Leidig und nahm den Namen ihres Mannes an. Im Juni 1965 wurde sie von einem Münchner Gericht wegen Unterschlagung, Betrug und Vertrauensbruch verurteilt und zu neun Monaten Bewährungsstrafe verurteilt. 1969 war sie Hüttenwirtin der Neuen Bamberger Hütte in den Kitzbüheler Alpen. Es gibt keine Informationen über ihr späteres Leben.

## Erfolge als Bergsteigerin

### Die Zeit vor der Eiger-Begehung
Voog begann 1959 mit dem Klettern, vor allem in den Ostalpen und den Dolomiten. Zu ihren frühen Anstiegen gehören unter anderem:
- 1959 der Trichterweg am Hohen Göll und die Wildspitze Nordwand,
- 1960 die Kiene-Route an der Rosengartenspitze Ostwand,
- 1961 die Delago Kante und die Königspitze,
- 1962 die Comici am Großen Falzarego Turm und die Christaturm SO-Kante sowie
- 1963 die Watzman-Mittelspitze Wieder Route und Routen an den Cinque Torri.

Ihr gelangen 1964 mehrere Routen an bekannten Kletterbergen, zum Teil in den damals höchsten Schwierigkeitsgraden:
- 31. 5. 1964 2. Begehung, 1. Frauenbegehung, Piz Lastei, Südkante (VI) (Dolomiten)
- 21. 6. 1964 Predigtstuhl, Direkte Westwand (VI) (Wilder Kaiser)
- 28. 6. 1964 Gurrwand, Südwestwand (VI) (Berchtesgadener Alpen)
- 3. 7. 1964 Torre Venezia, Südwestkante Andrich-Fae (V+) (Dolomiten)
- 4. 7. 1964 2. Frauenbegehung, Torre Trieste, Cassinkante (VI+) (Dolomiten)
- 18. 7. 1964 Preußturm, Preußriss (V+) (Dolomiten)
- 19.7. 1964 Kleine Zinne, Gelbe Kante (VI-) (Dolomiten)
- 25. 7. 1964 Monte Civetta, Nordwestwand Solleder (VI-) (Dolomiten)
- 8. 8. 1964 2. Begehung, 1. Frauenbegehung, Marmolata-d'Ombetta, Südwand Conforto-Bertoldi, VI, (Dolomiten)

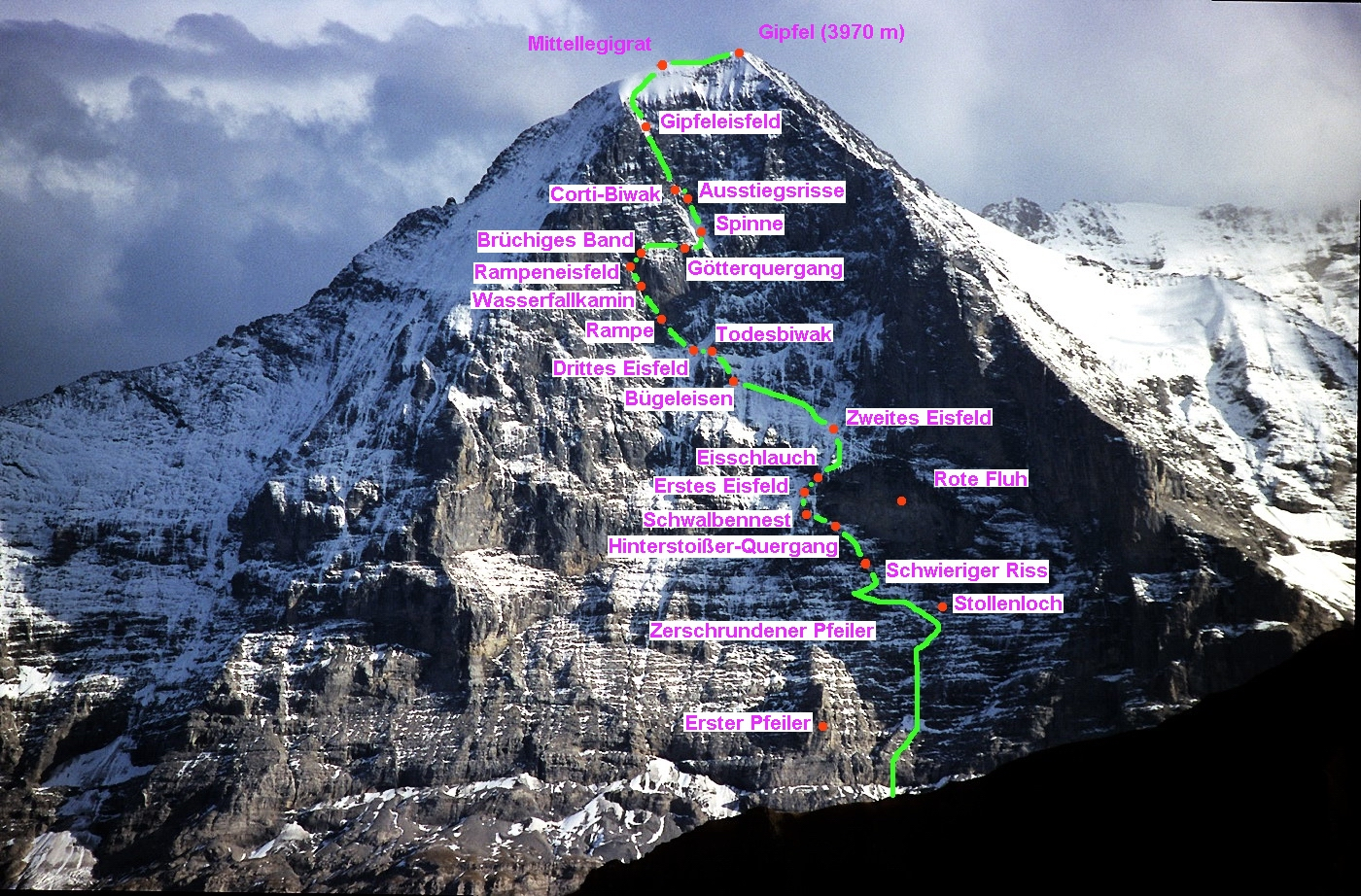
Die Heckmair-Route durch die Eiger-Nordwand

### Die Eiger-Begehung

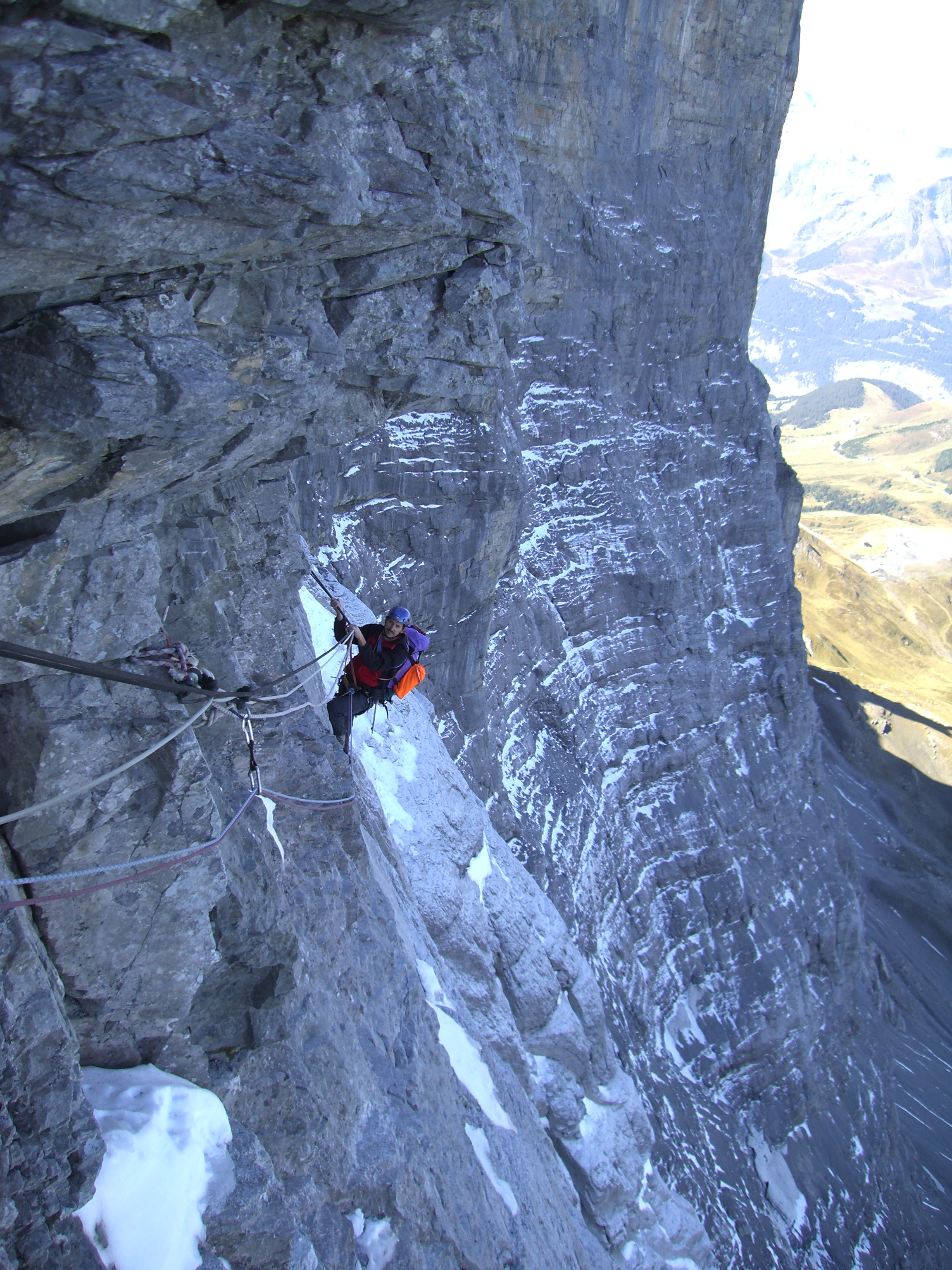
Hinterstoisser-Quergang

Am 17. August 1964, stieg Voog erstmals mit den beiden Italienern Ignazio Piussi und Roberto Sorgato in die Heckmair-Route der Eiger-Nordwand ein. Nach dem obligatorischen Biwak Im Schwalbennest, musste der geplante Aufstieg zum Gipfel wegen des schlechten Wetters abgebrochen werden. Durch Vermittlung von Toni Hiebeler konnte Werner Bittner als neuer Seilpartner für einen weiteren Begehungsversuch gefunden werden. Am 1. September 1964 stiegen Voog und Bittner morgens in die Wand ein. Bei sehr guten Verhältnissen erreichten sie am späten Nachmittag den Hinterstoisser-Quergang um dann im Schwalbennest das erste Biwak einzurichten. Am nächsten Morgen, gegen halb sieben Uhr, stiegen sie bei gutem Wetter weiter. Bittner erinnert sich: „Die zwei folgenden Eisfelder haben wir bei bester Laune überschritten und sind den Wasserfallkamin wegen seinem sensationell trockenen Zustand mit Freude geklettert. Unterhalb des Eiswulstes richteten wir uns auf einem eher miserablen Wandstück ein bescheidendes Biwak für die zweite Nacht ein.“ Am zweiten Morgen nach sechs Uhr stiegen beide weiter in Richtung Götterquergang. Sie verstiegen sich, verfehlten den Brüchigen Riss und somit die eigentliche Verbindung zum Götterquergang. Sie erreichten schließlich den Götterquergang über eine schwierigere und zeitraubende Variante eine Stunde vor Mittag. In der Spinne stießen sie auf Blankeis, kletterten aber, um Zeit zu sparen, gleichzeitig durch diese Eispassage. Dies belegt, dass Bittner Vertrauen in das Können von Daisy Voog hatte. Auch die Ausstiegsrisse waren vereist. Gegen 18.30 Uhr erreichten sie schließlich das Gipfel-Eisfeld und eine Stunde später den Gipfelgrat und den Gipfel. Damit vollendeten sie die 51. Begehung der Heckmair-Route und 1. Frauenbegehung der Eiger-Nordwand. Aus Sicherheitsgründen richteten sie auf dem Abstieg vom Eigergipfel ein weiteres Biwak ein.
Voog selbst sah ihre Begehung eher unspektakulär und gab folgenden Kommentar dazu ab: „Matterhorn und Eiger waren seit frühester Jugend für mich Wunschziele. Bei der Eiger-Nordwand wollte ich gerne die erste Damenbegehung machen, bei allen anderen Touren stand dieser Aspekt nicht im Vordergrund. Im Sommer 1964 war ich topfit und mental stark, ich habe mir die Eigerwand zugetraut. Die Durchsteigung mit Werner Bittner verlief sehr unspektakulär, ohne irgendwelche Zwischenfälle. Beeindruckt haben mich allerdings die gemeinsam gegangenen Seillängen in der Spinne“.

### Die Zeit nach der Eiger-Begehung
Nach ihrem Erfolg am Eiger zog sich Voog langsam aus dem Alpinismus zurück. Weitere erfolgreiche Begehungen nach der Eiger-Besteigung sind:
- 7. 10. 1964 Schüsselkarspitze, Südostwand (VI) (Wettersteingebirge),
- 24. – 26. September 1966 1. Frauenbegehung, Eiger Nordostwand, Gesamte Lauperroute, V- bis 70° Eis mit Sepp Gschwendtner und Helmut Leidig (Berner Alpen)[12][13]
- 1966 Matterhorn Nordwand (Walliser Alpen)[11]
- 1968 1. Frauenbegehung, Große-Zinne Nordwand, Superdirettissima, auch Sachsenweg genannt (Dolomiten) mit Horst Weidlich

Bis ins hohe Alter ist sie in den Bergen aktiv.

## Medienaufmerksamkeit und Kritik an der Berichterstattung
Nach der geglückten Eiger-Begehung wurden die Akteure gespannt von diversen Journalisten erwartet, auch von dem Fotografen Siegfried Kuhn. Dieser wartete in der Station Eigergletscher und erkannte die beiden Rückkehrenden als Erster. Kuhn machte die ersten exklusiven Bilder des erfolgreichen Duos. Voog konnte ihre erste Frauenbegehung exklusiv an eine große Zeitschrift verkaufen. Der Erfolg von Daisy Voog ging schließlich weltweit durch alle Medien (siehe Zeitungsausschnitte in). Die Artikel wurden meist sehr reißerisch angekündigt. Die Schweizer Boulevardzeitung Blick titelt zum Beispiel: „Blonde Münchner Sekretärin Daisy brach ein Tabu an der mörderischen Wand“.
In ihrer Habilitationsschrift legt Martina Gugglberger bezüglich der Berichterstattung folgenden Sachverhalt dar. Das Diktum von der einfachen Damentour, dem „easy day for a lady“, blieb ein geflügelter Ausdruck bis weit ins 20. Jahrhundert. Not yet an easy day for a lady betitelte die britische Tageszeitung The Guardian am 5. September 1964 die Meldung über die erste Begehung der Eiger-Nordwand durch eine Frau: „The ascent of the Eiger north face by a woman is one more milestone passed in the subjugation of the mountains by mankind. Frl. Voog has earned the warmest congratulations for her unique and superb achievement. She was, of course, climbing second on the rope throughout, and her companion, Herr Bittner, had the grater share in the work and the responsibility. […] Frl. Voog must be a remarkably fine climber in her own right to be able to enter into such a partnership“. Erneut zeigten sich alte Argumentationsmuster. Der Erfolg der Münchnerin Daisy Voog, Jahrgang 1932, wurde anerkannt, nicht jedoch ohne auf ihre Rolle als Seilzweite hinzuweisen. Dieser Form der impliziten Abwertung von sportlichen Leistungen weiblicher Athletinnen liegen Bewertungsstandards zugrunde, die an stereotype Vorstellungen von sozialen Gruppen gebunden sind. Entsprechende Abwertungen findet sich z. B. auch in den Referenzen  und .

## Weitere Frauen Erstbegehungen an der Eiger-Nordwand
Die Polinnen Wanda Rutkiewicz, Danuta Gellner-Wach und Stefania Egierszdorff erreichten im August 1973 als erste weibliche Seilschaft den Gipfel des Eigers. Ihnen gelang die zweite Begehung des Nordpfeilers (Messner-Hiebeler Route). Im Februar 1980 gelang der Vorarlbergerin Claudia Heissenberger in Begleitung von vier Männern als erster Frau die Winterbegehung der Heckmair-Route. In August 1981 durchstiegen Marcel Rüedi, Hans Howald und Christel Howald im östlichen Wandteil erstmals die schwierige, rund 1300 m hohe Nordverschneidung. Damit war erstmals eine Frau an einer Erstbegehung in der Nordwand des Eiger beteiligt. Die Französin Catherine Destivelle durchstieg die Eiger-Nordwand im Winter 1992 alleine in 17 Stunden. Laura Tiefenthaler machte am 25. März 2022 die zweite Solobegehung einer Frau der Heckmair-Route.